# Casa dels Viladomiu
La Casa dels Viladomiu és una obra del municipi de Moià (Moianès) inclosa en l'Inventari del Patrimoni Arquitectònic de Catalunya.

## Descripció
És un habitatge adossat a la fàbrica del Vapor. L'edifici és de planta rectangular i de tres pisos. Els baixos eren utilitzats com a dependències de la fàbrica i conté moltes obertures. Els dos pisos superiors eren destinats a l'habitatge. Cal destacar la galeria de la façana de ponent amb persiana de fusta que es perllonga a la planta superior amb una tribuna amb terrat. Al damunt un rellotge. A la teulada es troba una cornisa amb ornamentació floral que trenca la sobrietat de l'edifici. Al jardí, que té a migdia hi ha una interessant glorieta.

## Història
Aquest edifici es va concebre amb múltiples usos: els baixos eren dependències de la fàbrica, el primer pis era l'habitació de l'amo i el segon la de l'encarregat o majordom. La casa fou construïda per la família Viladomiu el mateix any que van construir la fàbrica: 1917. El rellotge de la façana marcava l'hora d'entrada a la fàbrica.